# Freeman McNeil
Freeman McNeil (Jackson, 22 aprile 1959) è un ex giocatore di football americano statunitense che ha militato nel ruolo di running back per tutta la carriera con i New York Jets della National Football League (NFL).

## Carriera
McNeil fu scelto come terzo assoluto nel Draft NFL 1981 dai New York Jets e vi giocò per tutte le 12 stagioni della carriera fino al 1992. A metà degli anni ottanta fu membro del backfield conosciuto come "Two Headed Monster" (mostro a due teste) assieme al compagno Johnny Hector, una coppia tra le migliori della lega. Al momento del ritiro era il leader di tutti i tempi dei Jets con 8.074 yard corse in carriera; in seguito fu superato da Curtis Martin ma rimane al secondo posto nella storia della franchigia. Nella stagione accorciata per sciopero del 1982, McNeil guidò la NFL con 786 yard corse, il primo giocatore della storia del club a riuscirvi. Rimane uno dei pochi running back della storia ad avere mantenuto una media di almeno 4,0 yard a portata in ogni stagione della carriera.

## Palmarès
- Convocazioni al Pro Bowl: 3

1982, 1984, 1985
- First-team All-Pro: 1

1982
- Leader della NFL in yard corse: 1

1982
- New York Jets Ring of Honor